# Luisa Rossi

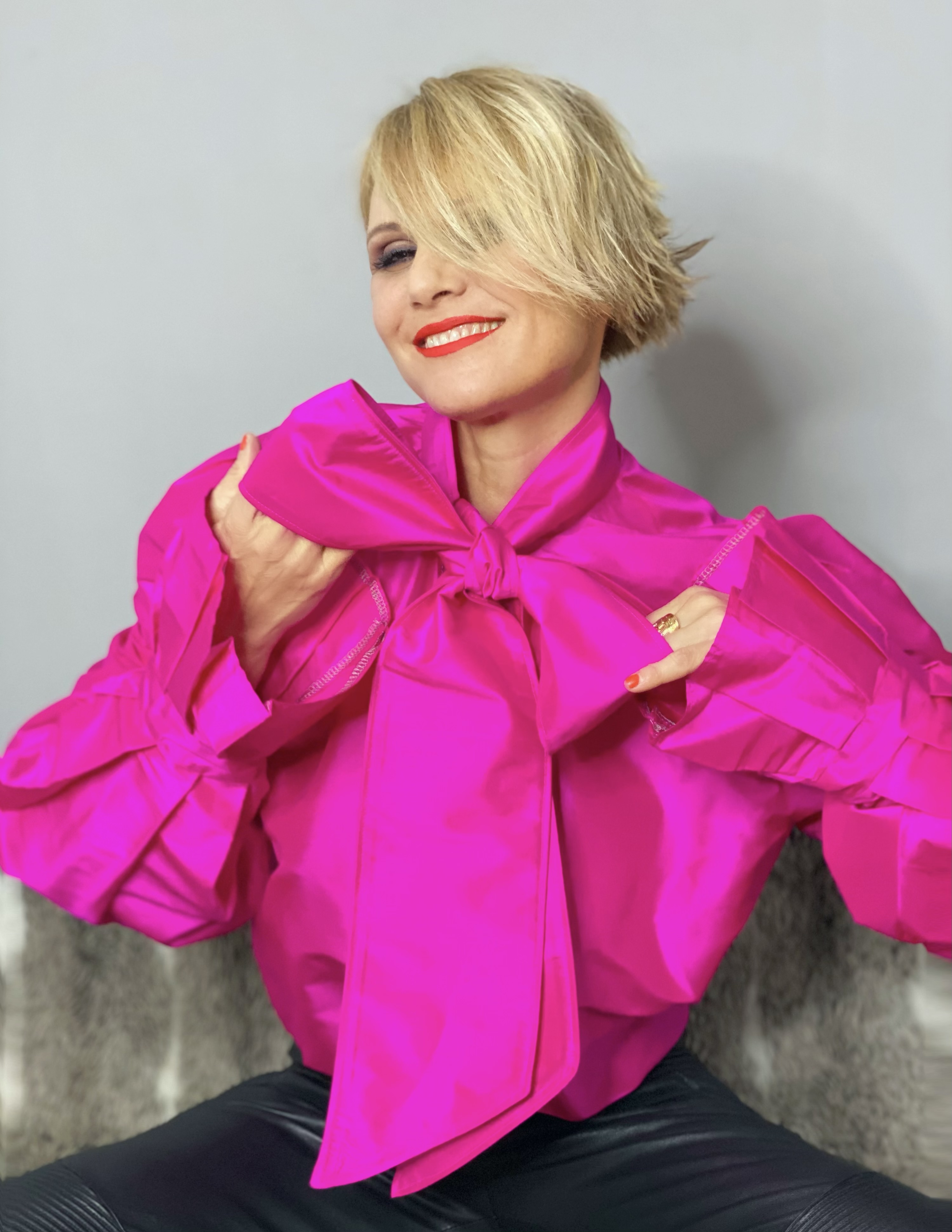
Luisa Rossi (2020)

Luisa Rossi (* 23. Dezember 1963 in Zürich) ist eine schweizerisch-italienisch-französische Stylistin und Lifestyle-Expertin. Bekannt wurde sie 1999 in der TV-Sendung Cinderella von TV3, später folgten Lifestyle in TeleZüri, People bei Sat.1 Schweiz Glanz&Gloria im Schweizer Fernsehen.

## Leben
Luisa Rossi wurde als Tochter der französischen Couture-Schneiderin Giselé Caretta und des italienischen Schlossers Enrico Rossi in Zürich geboren. Sie wuchs mit ihrer Zwillingsschwester bis zum Kindergartenalter bei den Grosseltern in Norditalien auf. Im Alter von knapp vier Jahren nahmen die Zwillinge am Songfestival Zecchino d’Oro teil. Nach ihrer Rückkehr in die Schweiz besuchte sie die Grundschulen in Zürich und absolvierte danach eine Ausbildung zur medizinischen Zahnarzthelferin. Luisa grosser Traum, das Studium als Balletttänzerin anzufangen und sich auszubilden, liess sich aufgrund der fehlenden finanziellen Mittel nicht realisieren.

## Karriere
1984 wurde Luisa Rossi zur ersten Miss Zürich gekrönt. Der Titel diente ihr als Sprungbrett für ihre Model-Karriere, die in London ihren Anfang nahm und sie weltweit gebucht wurde. Nach über 10 Jahren als internationales Model baute sie sich parallel ein zweites Standbein auf.
1990 eröffnete sie gemeinsam mit dem stadtbekannten Zürcher Coiffeur Valentino ihre eigene und schweizweit erste Hair & Make-Up Styling Agentur, welche unter dem Namen «Progresso Valentino» bekannt wurde. Sie vermittelte acht Jahre lang internationale Stylisten an Fotostudios, Fashionshows, Film- und TV-Produktionen. Ihre weiterhin aktive Modeltätigkeit ermöglichte es ihr, ein umfassendes und grosses Netzwerk dafür aufzubauen. Während dieser Zeit entwickelte Luisa Rossi und Valentino die Idee für das Umstylen von Personen, wodurch Luisa Rossi als Stylistin durch die TV-Sendung „Cinderella“  auf TV3 und mit der damals schon bekannten Michelle Hunziker national bekannt wurde. Dies war der Grundstein für von Luisa Rossis Karriere als Stylistin. Anlässe wie Mister Schweiz, Miss Schweiz, Elite Model Look, Moderations-Styling für das Schweizer Fernsehen wie Sandra Studer, Sven Epiney, Susanne Kunz etc. sind nur einige der Events und Persönlichkeiten, die sie als Stylistin jahrelang betreute.
Die über zwanzigjährige Erfahrung in ihrem Beruf bringt sie auch seit mehr als zehn Jahren auf den digitalen Formaten – unter anderem als Vloggerin/YouTuberin – und vermittelt so wertvolle Tipps. Der Anfang dafür machte sie mit ihren Vlog für die Zeitschrift Schweizer Illustrierte, den sie auf YouTube startete. Danach folgten die neueren Formate auf Instagram. Bis heute stellt Luisa Rossi in diversen TV-Formaten sowie auf den wichtigsten digitalen Medien ihre Tipps vor, «Vorher-Nachher» Looks etc. Nebst ihren zahlreichen Engagements gibt sie in nationalen und internationalen Yoga-Workshops ihr Knowhow an die Teilnehmer weiter; die Weiterbildung zur Yoga Lehrerin 2011 schloss Rossi 2011 in New York City ab.
Seit 2015 ist Rossi Fashion-Ambassador für das Schweizer Modehaus PKZ. Zusätzlich sind ihr ehrenamtliche Ambassador-Auftritte wie Züriwerk sowie für Pink ribbon Schweiz eine Herzensangelegenheit.
Von 2020 bis 2023 dozierte Rossi an der Schweizerischen Textilfachschule in Zürich und vermittelte ihr Fachwissen an Schülerinnen und Schüler, die sich zum Fashion-Stylisten weiterbildeten. Im Februar 2023 lancierte Rossi ihre erste Edition als Designerin die "Luisa Rossi's Collection" für PKZ. Darauf folgten im gleichen Jahr weitere limitierte Kollektionen mit Namen wie "Kiss Kiss", "Splash" und "CCC Style". Darauf folgten 2024 und 2025 ihre weiteren Capsule Collections mit Namen wie  "The Flow", "Stay Cool" sowie “Ciao Bella”.

## Privates
Rossi spricht fliessend Italienisch, Französisch, Deutsch, Englisch, Portugiesisch und Spanisch. 1990 lernte Rossi ihren zukünftigen Mann kennen. Sie heirateten 1991 und wurden 1992 Eltern eines Sohnes. Die Ehe wurde 1995 geschieden. Luisa Rossi wohnt heute im Zollikerberg bei Zürich.